# Naissance en 1178
Naissance
- 1174
- 1175
- 1176
- 1177
- 1178
- 1179
- 1180
- 1181
- 1182

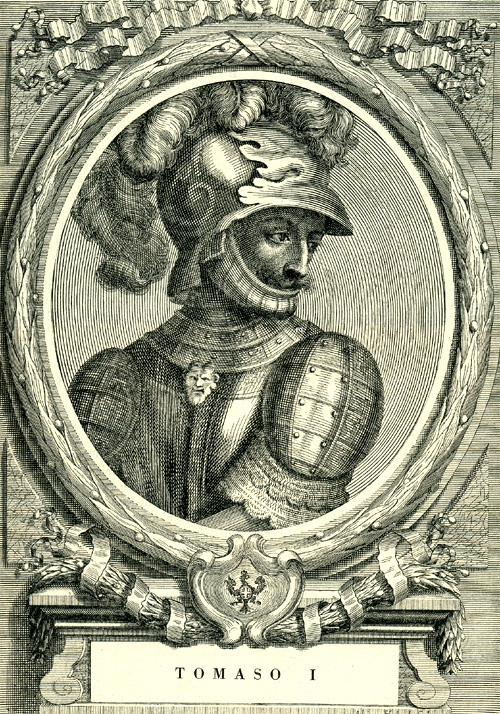
Thomas Ier de Savoie, né en 1178.

Cette page dresse une liste de personnalités nées au cours de l'année 1178 :
- 27 mai : Thomas Ier de Savoie, comte de Savoie.
- 22 décembre : Antoku, 81e empereur du Japon.

- Gauthier de Coincy, moine bénédictin et poète français, auteur des Miracles de Nostre Dame.
- Roland de Crémone, professeur à l'université médiévale de Toulouse dès sa fondation en 1229.
- Wuzhun Shifan, peintre, calligraphe et éminent moine bouddhiste zen chinois.

## Crédit d'auteurs
- Cet article est partiellement ou en totalité issu de l'article intitulé « 1178 » (voir la liste des auteurs).